# Josh Simpson
Joshua ("Josh") Christopher Simpson (Burnaby, 15 mei 1983) is een Canadees voetballer. Sinds 2012 speelt hij als aanvallende middenvelder voor BSC Young Boys uit Zwitserland. Eerder speelde hij voor onder meer de Duitse topploeg 1. FC Kaiserslautern en bij de Turkse club Manisaspor.

## Interlandcarrière
Simpson speelt eveneens voor de nationale ploeg van Canada. Zijn debuut maakte hij op 18 januari 2004 in de vriendschappelijke wedstrijd in en tegen Barbados (0-1). Hij viel in dat duel na 55 minuten in voor Martin Nash.